# Olympische Sommerspiele 2024/Leichtathletik – Stabhochsprung (Frauen)
Der Stabhochsprung der Frauen bei den Olympischen Spielen 2024 in Paris wurde am 5. (Qualifikation) und 7. August 2024 (Finale) im Stade de France ausgetragen.
Olympiasiegerin wurde die Australierin Nina Kennedy. Silber gewann Katie Moon aus den Vereinigten Staaten von Amerika, Bronze ging an die Kanadierin Alysha Newman.
Die Schweizerin Angelica Moser schrammte als Viertplatzierte nur knapp an einer Medaille vorbei. Ihre Teamkollegin Pascale Stöcklin scheiterte hingegen bereits in der Qualifikation.

Anjuli Knäsche nahm als einzige deutsche Stabhochspringerin teil und belegte Rang 14.

## Aktuelle Titelträgerinnen
| Olympiasiegerin                         | Katie Nageotte ( USA)                        | 4,90 m | Tokio 2020     |
| Weltmeisterinnen                        | Nina Kennedy ( Australien) Katie Moon ( USA) | 4,90 m | Budapest 2023  |
| Europameisterin                         | Angelica Moser ( Schweiz)                    | 4,78 m | Rom 2024       |
| Nord-/Zentralamerika-/Karibik-Meisterin | Alina McDonald ( USA)                        | 4,50 m | Freeport 2022  |
| Südamerikameisterin                     | Juliana Campos ( Brasilien)                  | 4,60 m | São Paulo 2023 |
| Asienmeisterin                          | Li Ling ( Volksrepublik China)               | 4,66 m | Bangkok 2023   |
| Afrikameisterin                         | Mirè Reinstorf ( Südafrika)                  | 4,10 m | Douala 2024    |
| Ozeanienmeisterin                       | Elyssia Kenshole ( Australien)               | 3,80 m | Suva 2024      |

## Bestehende Rekorde
| Weltrekord         | Jelena Issinbajewa, ( Russland) | 5,06 m | Zürich, Schweiz                       | 28. August 2009 |
| Olympischer Rekord | Jelena Issinbajewa, ( Russland) | 5,05 m | Finale OS Peking, Volksrepublik China | 18. August 2008 |

Der bestehende olympische Rekord wurde bei diesen Spielen nicht erreicht. Die größte Höhe erzielte die australische Olympiasieger Nina Kennedy mit 4,90 m im Finale am 7. August. Den Rekord verfehlte sie damit um 15 Zentimeter. Zum Weltrekord fehlten ihr 16 Zentimeter.

## Legende
Kurze Übersicht zur Bedeutung der Symbolik – so üblicherweise auch in sonstigen Veröffentlichungen verwendet:
| – | verzichtet   |
| o | übersprungen |
| x | ungültig     |

## Ergebnisse

### Qualifikation
5. August 2024, 10:39 Uhr
Die Athleten traten zu einer Qualifikationsrunde in zwei Gruppen an. Am Ende sollten sich alle Athletinnen, die die Höhe 4,70 m übersprangen, beziehungsweise die besten zwölf Athletinnen qualifizieren. Hierbei kam es jedoch zu der kuriosen Situation, dass sich auf dem geteilten zwölften Platz gleich neun Athletinnen befanden, sodass im Finale 20 Springerinnen teilnehmen durften.
Die Griechin Eleni-Klaoudia Polak wurde am 6. August wegen einer auffälligen Dopingprobe disqualifiziert.
| Rang | Gruppe | Athlet               | Nation             | 4,20 m | 4,40 m | 4,55 m | Höhe | Anmerkung |
| ---- | ------ | -------------------- | ------------------ | ------ | ------ | ------ | ---- | --------- |
| 1    | A      | Roberta Bruni        | Italien            | o      | o      | o      | 4,55 | q         |
| 1    | A      | Nina Kennedy         | Australien         | o      | o      | o      | 4,55 | q         |
| 1    | B      | Elisa Molinarolo     | Italien            | o      | o      | o      | 4,55 | q         |
| 1    | B      | Katie Moon           | Vereinigte Staaten | o      | o      | o      | 4,55 | q         |
| 1    | A      | Angelica Moser       | Schweiz            | o      | o      | o      | 4,55 | q         |
| 1    | A      | Amálie Švábíková     | Tschechien         | o      | o      | o      | 4,55 | q         |
| 7    | A      | Elina Lampela        | Finnland           | o      | xo     | o      | 4,55 | q         |
| 7    | A      | Alysha Newman        | Kanada             | o      | xo     | o      | 4,55 | q         |
| 9    | B      | Eliza McCartney      | Neuseeland         | –      | o      | xo     | 4,55 | q         |
| 9    | B      | Wilma Murto          | Finnland           | –      | o      | xo     | 4,55 | q         |
| 9    | A      | Katerina Stefanidi   | Griechenland       | o      | o      | xo     | 4,55 | q         |
| 12   | B      | Ariadni Adamopoulou  | Griechenland       | o      | o      | xxx    | 4,40 | q         |
| 12   | B      | Imogen Ayris         | Neuseeland         | o      | o      | xxx    | 4,40 | q         |
| 12   | B      | Marie-Julie Bonnin   | Frankreich         | o      | o      | xxx    | 4,40 | q         |
| 12   | A      | Ninon Chapelle       | Frankreich         | o      | o      | xxx    | 4,40 | q         |
| 12   | A      | Anjuli Knäsche       | Deutschland        | o      | o      | xxx    | 4,40 | q         |
| 12   | A      | Olivia McTaggart     | Neuseeland         | o      | o      | xxx    | 4,40 | q         |
| 12   | B      | Robeilys Peinado     | Venezuela          | o      | o      | xxx    | 4,40 | q         |
| 12   | B      | Lene Retzius         | Norwegen           | o      | o      | xxx    | 4,40 | q         |
| 12   | B      | Tina Šutej           | Slowenien          | o      | o      | xxx    | 4,40 | q         |
| 21   | A      | Juliana Campos       | Brasilien          | xxo    | o      | xxx    | 4,40 |           |
| 22   | B      | Brynn King           | Vereinigte Staaten | o      | xo     | xxx    | 4,40 |           |
| 22   | B      | Niu Chunge           | China              | o      | xo     | xxx    | 4,40 |           |
| 22   | A      | Bridget Williams     | Vereinigte Staaten | o      | xo     | xxx    | 4,40 |           |
| 25   | A      | Hanga Klekner        | Ungarn             | xo     | xo     | xxx    | 4,40 |           |
| 26   | B      | Anicka Newell        | Kanada             | o      | xxo    | xxx    | 4,40 |           |
| 27   | B      | Pascale Stöcklin     | Schweiz            | o      | xxx    |        | 4,20 |           |
| 28   | A      | Holly Bradshaw       | Großbritannien     | xo     | xxx    |        | 4,20 |           |
| 29   | B      | Molly Caudery        | Großbritannien     | –      | –      | xxx    | NM   |           |
|      | A      | Eleni-Klaoudia Polak | Griechenland       | o      | xxx    |        | DSQ  | [ 2 ]     |

### Finale
Aufgrund der hohen Anzahl der qualifizierten Teilnehmerinnen wurde entschieden, das Finale des Stabhochsprungs 45 Minuten früher als ursprünglich geplant zu starten (18:15 Uhr statt 19:00 Uhr).
7. August 2024, 18:16 Uhr
| Rang | Athlet              | Nation             | 4,40 m | 4,60 m | 4,70 m | 4,80 m | 4,85 m | 4,90 m | 4,95 m | Endresultat | Anmerkung |
| ---- | ------------------- | ------------------ | ------ | ------ | ------ | ------ | ------ | ------ | ------ | ----------- | --------- |
| 1    | Nina Kennedy        | Australien         | o      | o      | xo     | o      | o      | o      | xr     | 4,90 m      | SB        |
| 2    | Katie Moon          | Vereinigte Staaten | o      | o      | o      | o      | xo     | x–     | xx     | 4,85 m      | =SB       |
| 3    | Alysha Newman       | Kanada             | o      | xo     | o      | o      | xo     | xxx    |        | 4,85 m      | NR        |
| 4    | Angelica Moser      | Schweiz            | o      | o      | o      | o      | xx–    | x      |        | 4,80 m      |           |
| 5    | Amálie Švábíková    | Tschechien         | o      | o      | xo     | xxo    | xxx    |        |        | 4,80 m      | NR        |
| 6    | Eliza McCartney     | Neuseeland         | –      | o      | o      | xxx    |        |        |        | 4,70 m      |           |
| 6    | Elisa Molinarolo    | Italien            | o      | o      | o      | xxx    |        |        |        | 4,70 m      | PB        |
| 6    | Wilma Murto         | Finnland           | o      | o      | o      | xxx    |        |        |        | 4,70 m      |           |
| 9    | Katerina Stefanidi  | Griechenland       | xo     | o      | o      | xxx    |        |        |        | 4,70 m      |           |
| 10   | Robeilys Peinado    | Venezuela          | o      | xo     | xxx    |        |        |        |        | 4,60 m      | SB        |
| 11   | Marie-Julie Bonnin  | Frankreich         | xo     | xo     | xxx    |        |        |        |        | 4,60 m      |           |
| 12   | Imogen Ayris        | Neuseeland         | xxo    | xo     | xxx    |        |        |        |        | 4,60 m      | PB        |
| 13   | Olivia McTaggart    | Neuseeland         | o      | xxo    | xxx    |        |        |        |        | 4,60 m      |           |
| 14   | Roberta Bruni       | Italien            | o      | xxx    |        |        |        |        |        | 4,40 m      |           |
| 14   | Ninon Chapelle      | Frankreich         | o      | xxx    |        |        |        |        |        | 4,40 m      |           |
| 14   | Anjuli Knäsche      | Deutschland        | o      | xxx    |        |        |        |        |        | 4,40 m      |           |
| 14   | Elina Lampela       | Finnland           | o      | xxx    |        |        |        |        |        | 4,40 m      |           |
| 18   | Lene Retzius        | Norwegen           | xo     | xxx    |        |        |        |        |        | 4,40 m      |           |
| 19   | Tina Šutej          | Slowenien          | xxo    | xxx    |        |        |        |        |        | 4,40 m      |           |
|      | Ariadni Adamopoulou | Griechenland       |        |        |        |        |        |        |        | DNS         |           |

Von den 20 qualifizierten Athletinnen sagte Ariadni Adamopoulou den Start ab, sodass letztendlich 19 Stabhochspringerinnen am Finale teilnahmen.
Als Favoritinnen galten die Australierin Nina Kennedy sowie die US-amerikanische Titelverteidigerin Katie Moon. Diese beiden hatten sich bei den Weltmeisterschaften im vergangenen Jahr die Goldmedaille geteilt. Zudem wurden auch der finnischen Bronzemedaillengewinnerin der Weltmeisterschaften, Wilma Murto, sowie der Schweizerin Angelica Moser gute Chancen zugeschrieben. Mit Katerina Stefanidi war außerdem die Olympiasiegerin von Rio 2016 am Start.
Alle Athletinnen schafften es über die Einstiegshöhe 4,40 m, die auch schon für die Qualifikation ausreichend gewesen war, sechs von ihnen scheiterten jedoch dann an der Höhe 4,60 m. Bei 4,70 m schieden die beiden Neuseeländerinnen Olivia McTaggert und Imogen Ayris sowie die Venezolanerin Peinado und Lokalmatadorin Bonnin aus, sodass sich noch neun Athletinnen an der Höhe 4,80 m versuchten. Stefanidi und Murto scheiterten ebenso wie Eliza McCartney, die als letzte von drei Neuseeländerinnen noch übrig gewesen war, und Elisa Molinarolo aus Italien, die dennoch eine neue persönliche Bestleistung aufstellen konnte.
Es verblieben also noch fünf Athletinnen im Wettbewerb: Amálie Švábíková aus Tschechien, die durch die übersprungene Höhe von 4,80 m bereits einen neuen nationalen Rekord aufgestellt hatte, die Kanadierin Alysha Newman, die Schweizerin Moser und die beiden Weltmeisterinnen Kennedy und Moon. Nachdem Švábíková die 4,80 m erst im letzten Versuch bezwungen hatte, scheiterte sie nun dreimal an 4,85 m, sodass sie als Fünftplatzierte feststand. Während Kennedy bereits im ersten Versuch diese Höhe überspringen konnte, leisteten sich Moon und Newman je einen Fehlversuch. Angelica Moser riss zweimal, bevor sie den letzten Versuch ausließ und stattdessen zur Höhe 4,90 m überging, um eine Medaillenchance zu bewahren.
Doch auch die 4,90 m konnte die Schweizerin nicht überspringen, sodass ihr nur der vierte Platz blieb. Newman riss dreimal, wodurch ihre Bronzemedaille feststand. Die beiden Weltmeisterinnen Kennedy und Moon blieben also noch im Rennen. Diesmal war eine Teilung der Goldmedaille nicht möglich. Kennedy, die sich nur bei 4,70 m ein einziges Mal einen Fehlversuch geleistet hatte, übersprang auch 4,90 m im ersten Versuch, wohingegen Moon wie auch schon bei 4,85 m im ersten Versuch riss. Ihre beiden verbleibenden Versuche verwendete die US-Amerikanerin für die Höhe 4,95 m. Nachdem sie diese zweimal nicht übersprungen konnte, stand sie als Silbermedaillengewinnerin fest und die Australierin Nina Kennedy als neue Olympiasiegerin.